# Teenage Dirtbag
"Teenage Dirbag" är en singel av Wheatus, släppt 30 oktober 2000 från deras debutalbum Wheatus. 
Musikvideon innehåller scener ur filmen Loser (2000) med Jason Biggs och Mena Suvari.

## Låtförteckning
| Nr           | Titel                            | Längd |
| ------------ | -------------------------------- | ----- |
| 1.           | Teenage Dirtbag                  | 4:17  |
| 2.           | I'd Never Write a Song About You | 3:38  |
| 3.           | Pretty Girl                      | 4:29  |
| Total längd: | Total längd:                     | 12:24 |